# Embalse de Llauset
El embalse de Llauset se encuentra a 2200 metros sobre el nivel del mar. Es el más grande del valle de Llauset en la cuenca del río Ebro. Se ubica en el municipio de Montanuy en La Ribagorza..

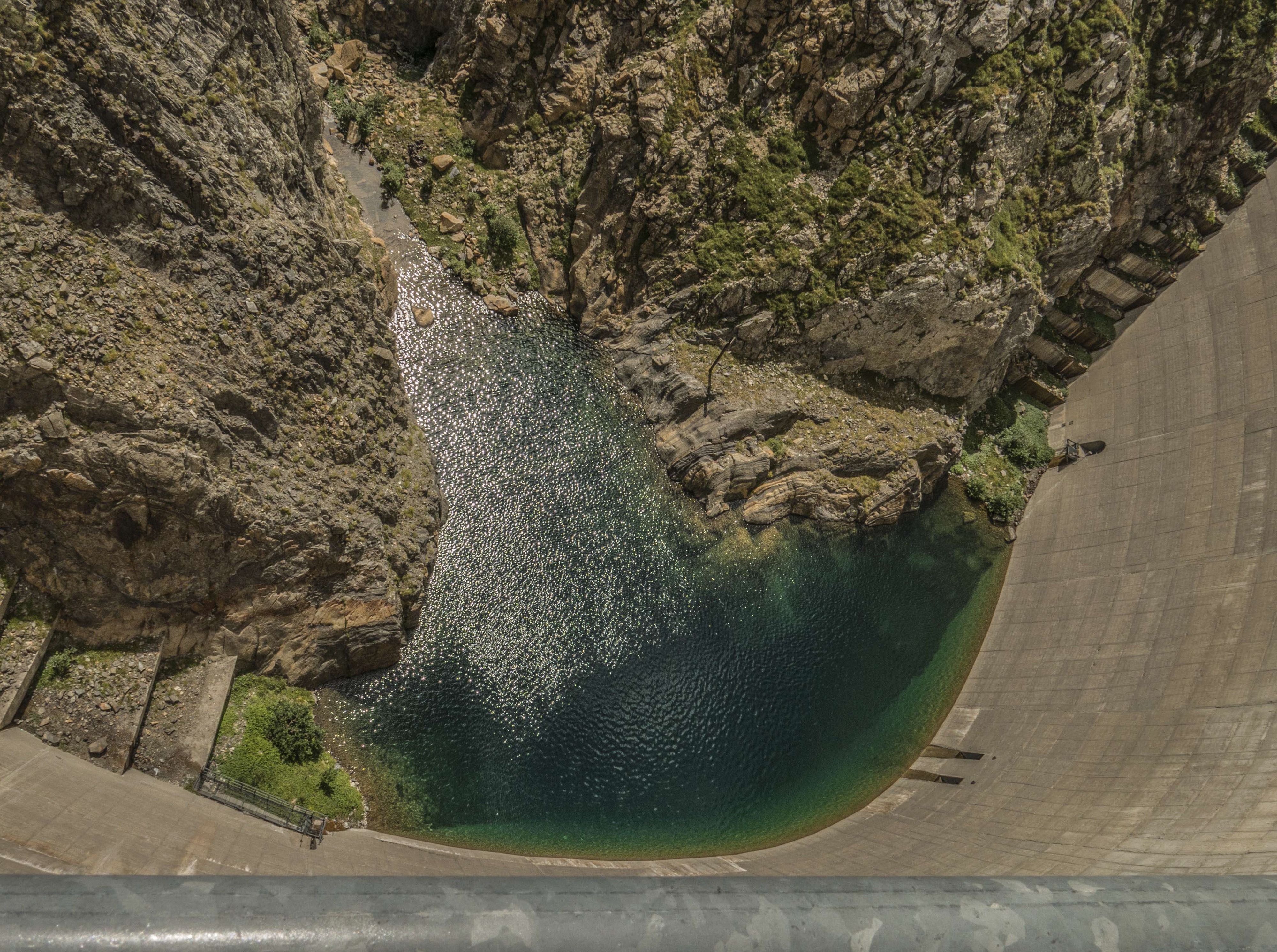
Represa de Llauset

Originalmente era un ibón de origen glacial que fue recrecido artificialmente en 1983. Tiene una capacidad de 17 Hm³ que se aprovechan para la producción hidroeléctrica, estando conectada con el embalse de Baserca a través de la central hidroeléctrica reversible de Moralets.
La presa tiene 82 metros de altura y el embalse tiene 291 metros de longitud y una superficie de 45.0 ha.
El acceso hasta la presa se hace por una carretera asfaltada pero en muy malas condiciones actualmente, que finaliza en un aparcamiento. Desde allí, a través del GR 11 se puede acceder al Refugio Cap de Llauset en aproximadamente una hora y desde allí a múltiples lugares, entre los que destaca el Pico Vallibierna.